# Habrotrocha cucullata
Habrotrocha cucullata är en hjuldjursart som beskrevs av Murray 1911. Habrotrocha cucullata ingår i släktet Habrotrocha och familjen Habrotrochidae. Inga underarter finns listade i Catalogue of Life.